# Uebigau-Wahrenbrück
Uebigau-Wahrenbrück là một thị xã ở huyện Elbe-Elster, tây nam Brandenburg, Đức. Đô thị này nằm bên sông Schwarze Elster, 11 km về phía tây bắc Bad Liebenwerda, và 21 km về phía đông Torgau.